# Dane Rudhyar
Dane Rudhyar, all'anagrafe Daniel Chennevière (Parigi, 23 marzo 1895 – San Francisco, 13 settembre 1985), è stato un astrologo e compositore francese.
È stato il pioniere della moderna astrologia transpersonale.
Influenzato dall'astrologo statunitense Marc Edmund Jones, è stato amico di Alice Bailey e ha contribuito a sviluppare alcuni concetti della New Age.
Assieme a Alexander Ruperti è stato fondatore dell'astrologia umanista.
Nel 1924, aveva girato - in un piccolo ruolo - il film muto Three Weeks di Alan Crosland per la Goldwyn Pictures Corporation.

## Opere tradotte in italiano[2]
- Studio astrologico dei complessi psicologici, 1983, Astrolabio Ubaldini
- Le case astrologiche. Il significato dell'esperienza individuale, 1984, Astrolabio Ubaldini
- La pratica dell'astrologia. Come tecnica di comprensione umana, 1985, Astrolabio Ubaldini
- Il ciclo di lunazione. Una chiave per la comprensione della personalità, 1985, Astrolabio Ubaldini
- L'astrologia della personalità. Alla luce della psicologia del profondo e della filosofia olistica, 1986, Astrolabio Ubaldini
- I segni astrologici come ritmo della vita, 1988, Astrolabio Ubaldini
- Il ciclo delle trasformazioni. Una reinterpretazione astrologica dei simboli sabiani, 1988, Astrolabio Ubaldini
- L'astrologia centrata sulla persona, 1989, Astrolabio Ubaldini
- L'astrologia e la psiche moderna, 1992, Astrolabio Ubaldini
- Preparazioni occulte per una nuova era, 1975